# 莱格利斯
莱格利斯（法語：Léglise，法語發音：[leɡliz]）是比利时瓦隆大区盧森堡省讷沙托区的一个市镇，通行法语，是比利时法语社群的一部分，面积118.64平方千米，人口5,366人（2018年1月1日）。